# Pokrewieństwo tonacji
Pokrewieństwo tonacji – jeden z podstawowych elementów systemu dur-moll, który określa związki między tonacjami. 
Rodzaje pokrewieństwa:
- kwintowe (jest to zamknięty układ, przedstawiany w postaci tzw. koła kwintowego)
- tercjowe (równoległe, czyli paralelne)
- jednoimienne

Pokrewieństwo kwintowe między dwiema tonacjami występuje wówczas, jeśli pierwszy tetrachord gamy zbudowany jest od drugiego tetrachordu gamy poprzedniej, czyli bierze swój początek na piątym stopniu gamy niższej. Zatem dominanta tonacji poprzedzającej jest toniką następnej. Przykładowo drugim tetrachordem gamy C-dur są dźwięki: G, A, H, c (będący powtórzeniem pierwszego stopnia), które są początkowymi dźwiękami gamy G-dur. Drugi tetrachord gamy G-dur daje początek gamie D-dur itd. W każdej kolejnej tonacji przybywa jeden znak przykluczowy. Pokrewieństwo kwintowe dotyczy gam w tym samym trybie.
Pokrewieństwo równoległe dotyczy gam durowych i odpowiadających im molowych (w ich odmianie naturalnej). Materiał dźwiękowy obu gam jest ten sam, natomiast rozpoczynają się one od innych dźwięków. Tonika gamy molowej leży o tercję małą niżej od toniki równoległej gamy durowej. Gamy równoległe mają tę samą liczbę znaków przykluczowych.
Pokrewieństwo jednoimienne występuje między dwoma gamami mającymi za podstawę tę samą tonikę, ale utrzymanymi w różnych trybach, np. A-dur i a-moll.